# 캡 혁명 보틀맨
캡 혁명 보틀맨(일본어: キャップ革命 ボトルマン)은 다카라 토미에서 발매된 장난감이다. 한국에서는 보틀맨이란 이름으로 출시했다.

## 개요
후방의 트리거를 밀어넣는 것으로 발사구에 장전된 패트병 캡을 발사하는 두 등신의 인형 장난감인 구조적으로는 옛 다카라가 판매하던 비드맨(일본명: 비다맨)의 계보를 짠다.뚜껑은 관련 상품으로 출시되는 병맨 공식 캡 외에 일반 페트병 캡을 가지고 노는 것도 가능하지만, 페트병 캡을 가지고 놀 때는 사전에 세척해야 하며, 공식 사이트에도 이런 내용을 담고 있다.
다카라 토미의 마케팅 본부 보이즈 사업부의 야마모토 슈헤이에 의하면, 타겟이 되는 아이의 놀이의 주류가 디지털화하는 가운데 굳이 손을 움직이는 아날로그적인 놀이나 감촉을 제공하고 싶다고 하는 컨셉이 있어, 배틀이나 캡 수집을 통해서, 아이끼리의 커뮤니케이션이나 재활용에 관심을 가지는 계기가 되면 좋겠다고 하고 있다.

## 보틀맨
- BOT-28 콜라맨 DX(コーラマルDX) → BOT-42 콜라맨 에너지 DX(コーラマル・エナジー DX) (코카콜라X봉황자리) (파워 타입) (최탄(甲賀コータ)(주인공)의 보틀맨)
- BOT-29 아쿠아스포츠 DX(アクアスポーツDX) (포카리 스웨트X물병자리) (스피드 타입) (김이온(帆狩リョウ)의 보틀맨)
- BOT-30 라이플가디완 DX(ライフルガーディワンDX) (체리오 라이프가드X사냥개자리) (컨트롤 타입) (구명인(宇佐美セイメイ)의 보틀맨)
- BOT-34 레이드 브레이브 DX(レイドブレイブDX) (레드불X황소자리) (파워 타입) (남우혁(赤牛ツバサ)의 보틀맨)
- BOT-35 닥페피온 DX(レイドブレイブDX) (닥터페퍼X전갈자리) (스피드 타입) (박사향(葉加瀬カオリ)의 보틀맨)
- BOT-36 어스롤러 DX(アースローラーDX) (니치레이 아세로라X게자리) (컨트롤 타입) (안로랑(亜末ローランド)의 보틀맨)
- BOT-37 C.C.레온 DX(C.C.レオンDX) (C.C.레몬X사자자리) (스피드 타입) (금사진(金土師レオ)의 보틀맨)
- BOT-39 케르펩스 DX(ケルペプスDX) (펩시X천칭자리) (파워 타입) (이시몬(伊獣院シマン)의 보틀맨)
- BOT-39 그린티글 DX(アヤワシDX) (아야타카X독수리자리) (스피드 타입) (강새록(江原田アヤタ)의 보틀맨)
- BOT-40 애로우사이다 DX(アロサイダーDX) (미츠야 사이다X궁수자리) (컨트롤 타입) (민시원(宰田ミツヤ)의 보틀맨)
- BOT-41 탄사탄 DX(タンサターンDX) (더탄산X염소자리) (파워 타입) (장상태(斬サンタ)의 보틀맨)
- BOT-43 로열 그리폰 DX(ロイヤルグリフォンDX) (홍차화전X쌍둥이자리) (멀티(컨트롤＋스피드) 타입) (홍백(紅ハク)의 보틀맨)
- BOT-44 드래고지나 DX(ドラゴジーナDX) (오랑지나X용자리) (멀티 타입) (시트러스(シトラス)의 보틀맨) (최종보스)
- BOT-45 발하스 DX(ヴァルハスDX) (이로하스X처녀자리) (멀티(스피드＋컨트롤) 타입) (이샘물(水野イロハ)의 보틀맨)